# Lulu Larsen
Philippe Renault, dit Lulu Larsen, né le 7 août 1954 au Mans et mort le 22 août 2016 à l'Hôpital Bretonneau à Paris, est un artiste dessinateur, peintre, graphiste, vidéaste français. Il a fondé le groupe Bazooka avec Kiki Picasso, Olivia Clavel, Loulou Picasso et Bernard Vidal.

## Biographie
Sa mère Jeanine était professeure de piano. Son père, Yves Marie Renault, pilote dans l'armée, meurt "pour la France" le 20 février 1960 en Algérie, ce qui lui vaut d'être adopté par la Nation. Son oncle François Renault a fait carrière dans la marine marchande, son frère Guillaume était musicien. Du côté maternel il comptait aussi Louis Moulin, un arrière-grand-père photographe, instituteur adjoint, puis libraire/photographe à Granville.
Philippe Renault commence des études secondaires au Prytanée militaire puis opte pour le Lycée de La Flèche où il crée un Comité action lycéen et passe son baccalauréat. Il vit à Paris à partir de 1973 chez sa grand-tante Suzanne Moulin, dont le fils, le peintre Joël Moulin, l'encourage à s'orienter vers les études artistiques. À la création du groupe Bazooka, il prend le pseudonyme de Lulu Larsen.
Après la cessation des activités en groupe, il voyage en Inde, réside quelques mois en Angleterre chez Genesis P-Orridge, poète performer et leader du groupe Throbbing Gristle. Puis il vit avec Anne-Marie Morice, journaliste, réalisatrice, critique d'art, et son fils Clément Sellin de 1981 à 1997. Il habite ensuite avenue Trudaine, Paris 9e. Il meurt le 22 août 2016 à l'Hôpital Bretonneau.

## Membre fondateur du groupe Bazooka
En 1974, aux ateliers graphiques des Beaux-arts de Paris, Philippe Renault prend le pseudonyme de Lulu Larsen en fondant le groupe Bazooka avec Olivia Clavel (Electric Clito), Christian Chapiron (Kiki Picasso), Jean-Louis Dupré (Loulou Picasso), Bernard Vidal (Bananar). Ils seront rejoints par Jean Rouzaud et Philippe Bailly (Ti5 Dur). Romain Slocombe et Dominique Fury accompagneront également épisodiquement le groupe. Le collectif adopte le programme de la « dictature graphique », et publie, grâce aux soutiens d'éditeurs et d'imprimeurs engagés politiquement, des journaux d'artistes comme Bazooka Production en décembre 1974, puis de 1976 à 1977 Bulletin Périodique. Croisant l'analyse politique et le journal intime, ces publications ont été porteuses de l'esprit punk français. Le spécialiste du dessin de presse Yves Frémion déclare en 1978 dans Fluide Glacial « Bazooka est ce qui s’est fait de mieux en matière de dessin politique depuis un siècle environ ». En 1974, Lulu Larsen participe à Monopolis, création de Guénolé Azerthiope et de Roland Topor au Festival Sigma Bordeaux. Le 17 août 1976, il assiste au premier concert en France des Sex Pistols à Mont-de-Marsan.
Lulu Larsen collabore à de nombreux périodiques comme L'Humanité, New Musical Express, Charlie Mensuel, Métal Hurlant, Hara Kiri, Rock & Folk, participe à la création du générique de l'émission Chorus d'Antenne 2 (1978-1981). En 1977 comme les autres membres du groupe Bazooka, Lulu Larsen collabore au quotidien Libération. Serge July leur offre une totale liberté d'expression puisqu'ils interviennent au « marbre » au moment où le journal est mis en maquette. Leur radicalité souvent féroce rencontre les réticences de la rédaction du journal et la collaboration cesse. En 1978 sort Un Regard Moderne (Editions Libération Bazooka) qui comptera six numéros avant la dissolution du groupe. La couverture du numéro 5 est créée par Lulu Larsen.
Au sein du groupe, Lulu Larsen se distingue par son dessin au trait fin et souple rehaussé de collages et d'inventions graphiques. Lulu Larsen pratiquait le dessin comme une ascèse, avec spontanéité, concentration et régularité. Dessins figuratifs issus d'observation personnelle, de documents ou de photographies, disséminés sur tout support et incluant tout matériau. Pendant la période Bazooka il fait appel au détournement d'images de guerre et de catalogues de pièces détachées de dispositifs industriels, ainsi que de techniques de graphistes (trames, gommettes, stickers…). Inspiré par son histoire personnelle, passionné par les activités de son père aviateur, de son oncle marin, par l'héritage situationniste et l'actualité de l'époque, il associe "corps humains et éléments mécaniques, éléments naturels dessinés et logos publicitaires". Il élargira ensuite son répertoire pour décliner un univers poétique tendre, grave et nostalgique, peuplé de personnages aussi loufoques qu'inconsolables, d'animaux complices anthropomorphisés, de gags et de mots d'esprits. Il utilisera une multitude de médiums et supports. Aussi bien l'acrylique, la gouache, le rotring, l'encre de Chine, la mine de plomb, la bombe de peinture, le stylo, la photocopie, la carte à gratter, la gravure, la photographie, le Super 8, la vidéo, le numérique.

## 1979–2016: Peintre, dessinateur, graphiste, vidéaste

### 1979-1989
De 1979 à 1981, Lulu Larsen collabore à Sandwich, le supplément gratuit du week-end de Libération, sous la direction de Jean-Luc Hennig et Marie-Odile Delacourt.
En 1982, il est directeur artistique d'une nouvelle publication, Je Magazine. Il publie dans Pilote une bande dessinée, Les aventures de Tom Oeil, sur un scénario d'Anne-Marie Morice. Il réalise des wall paintings et le design d'objets pour Slugger, Free Lance, HEC, la Fédération de la chaussure, le Festival de Cannes, ainsi que des illustrations pour la presse, tout en participant à l'activité souterraine des graphzines (auto-éditions d'artistes à tirage modéré) avec Placid, Muzo, Philippe Lagautrière, Bruno Richard, Toffe, Gerbaud, Jocelin, Captain Cavern, Pascal, etc.
En 1986, il participe à l'exposition collective Les Médias Peintres, à Rennes (commissaire Daniel Mallerin). Il peint les décors et joue en mode performance dans le court métrage Le Bureau des Arts Beaux, d'Anne-Marie Morice. Il participe à l'exposition collective Rumeurs d'images, Avant-gardes graphiques en France, Centre culturel français, Berlin, sur une proposition et conception de Pierre Ponant. En avril, il participe à Emotions, à Saint-Quentin, un événement précurseur du street art avec Beau Geste et Pascal Barbe. Il construit avec ce dernier une complicité artistique et intellectuelle .
En 1988, sur une proposition de Pascal Barbe, il crée la série de peintures Dix Révolutions à travers le monde, 10 acryliques sur toiles 1,20 x 2 m, où il compose librement avec les iconographies des grandes révolutions émancipatrices, de la révolution russe à Mai 68. Cette série est exposée à l'Institut français en Hongrie (commissaires Pierre Ponant et Jack Batho) et en 1989 au Centre culturel français de Belgrade ainsi qu'au FRAC de Fort-de-France. Il participe à l'exposition collective Médias d'artistes à Műcsarnok à Budapest (commissaire Pierre Ponant).
À partir de 1989, il participe aux réalisations audiovisuelles du studio de création Art Force Industrie créé par Christian Chapiron (Kiki Picasso) où il crée des courts métrages d'animation sur la palette Paint box.

### 1990-2017: Expositions et autres activités
Dans les années 1990, il expose La Fée électrique à la Grande halle de la Villette (commissaire Zette Cazalas); Babylone Bobigny à Saint Denis (commissaire Manuel Joseph); au FRAC Nord-Pas-de-Calais des toiles peintes d'après l'événement de la Braderie de Lille (commissaire Caroline David). Il illustre plusieurs livres pour la jeunesse et participe aux périodiques L'Idiot international de Jean-Edern Hallier et L'Imbécile de Paris de Frédéric Pajak.
De novembre à décembre 1993, il participe avec Pascal Barbe à Côtés jardins, une exposition collective à l'atelier/galerie ARIAP de Lille. En 1995, il fonde avec Anne-Marie Morice l'association gérant la revue web Synesthésie dont il créera le graphisme des trois premiers numéros.
En 1999, il expose dans Lulu Larsen, Olivia Clavel, Kiki Picasso à la Galerie Christian Desbois à Paris. Puis c'est Lulu Larsen à l'atelier de Montre Œil à Paris en 2002 et aux ateliers du Tayrac en 2003. C'est également dans cet atelier qu'il présentera Round Zero en 2004.
En 2005, il participe à l'exposition collective Bazooka un regard moderne (commissaire Jean Seisser) au centre d'art contemporain de Basse-Normandie à Hérouville Saint-Clair (15 janvier-30 mars) et au Musée Sainte-Croix des Sables-d'Olonne (2 avril-12 juin).
En 2013, il participe à Europunk, une exposition collective, dont le thème est la culture visuelle punk en Europe (1976-1980) (commissaire Eric de Chassey) à la Villa Médicis à Rome, au MAMCO (Musée d'art moderne et contemporain de Genève), à la Cité de la musique de Paris.
En 2016, Yves Frémion organise Salut Lulu, un hommage posthume aux ateliers du Tayrac.
En 2017, il figure dans la programmation de L’esprit français, contre-cultures 1969-1989 à La Maison rouge, fondation Antoine-de-Galbert à Paris (commissaires Guillaume Désanges et François Piron).

## Collections publiques
- Fonds Départemental d'art contemporain de Seine-Saint-Denis
- FRAC Martinique
- Fonds municipal de la Ville de Lille

## Livres illustrés
- Dans les trous, on trouve tout, auteurs : Paul Thiès, Père Castor Flammarion, Castor poche - 1998
- L'Ogre du Sommeil, auteurs : Hubert Ben Kemoun, Père Castor Flammarion - 1998
- Le Grand Méchant Balèze, auteur : Willi Fährmann, Hachette Jeunesse, Livre de poche jeunesse - 1998
- Petit Point et ses amis auteur : Erich Kästner, Hachette Jeunesse - 1996
- Le Magicien des mots, éditions Enfance et Chanson